# NGC 1060
NGC 1060 (również PGC 10302 lub UGC 2191) – galaktyka eliptyczna (E-S0), znajdująca się w gwiazdozbiorze Trójkąta. Odkrył ją William Herschel 12 września 1784 roku.

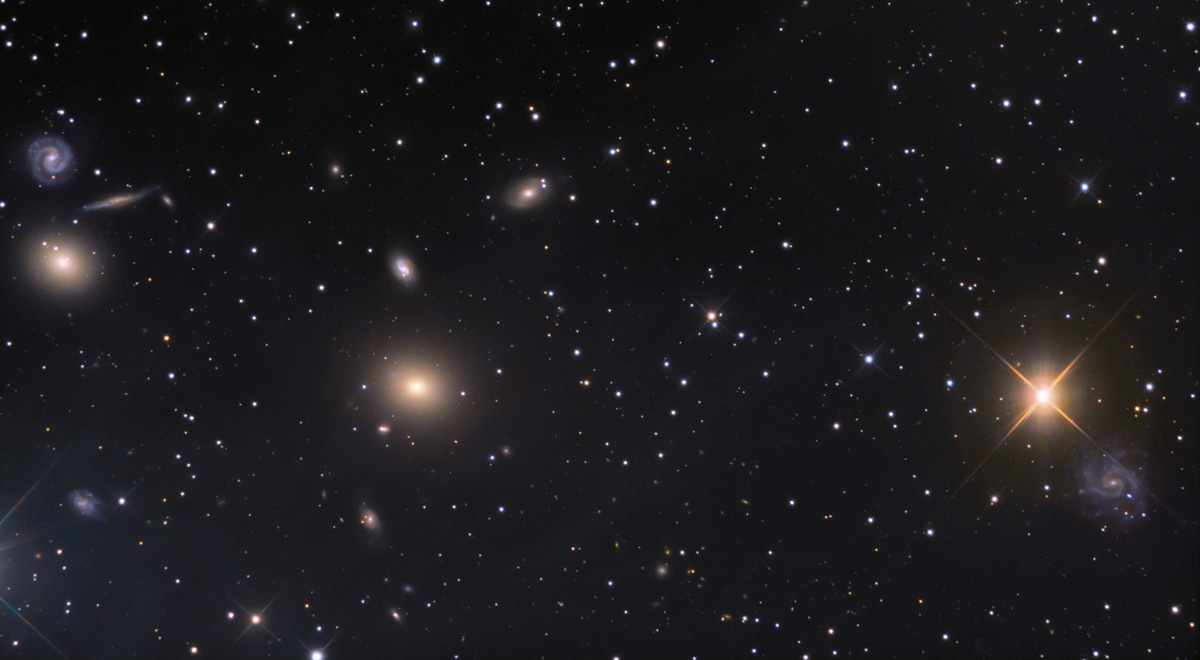
NGC 1060 to duża jasna galaktyka na lewo od centrum. Na zdjęciu widoczne są też obiekty NGC 1057, NGC 1061, NGC 1062, NGC 1066 i NGC 1067 (Mount Lemmon SkyCenter).

W galaktyce tej zaobserwowano supernową SN 2004fd.